# Kościół Matki Bożej Królowej Polski w Lubieniu
Kościół Matki Bożej Królowej Polski – kościół rzymskokatolicki w Lubieniu, siedziba Parafii Matki Bożej Królowej Polski.
Murowany kościół został wzniesiony w latach 1930–1932 według projektu Stefana Szyllera. Wnętrze zostało ozdobione polichromiami wykonanymi według projektu Józefa Mehoffera w 1942 roku. W wykonaniu polichromii brali udział uczniowie Mehoffera: Stefan Brzozowski, 
Antoni Hayder, Marian Żelazko i Kazimierz Banaś.

## Polichromia wykonana w 1942 roku

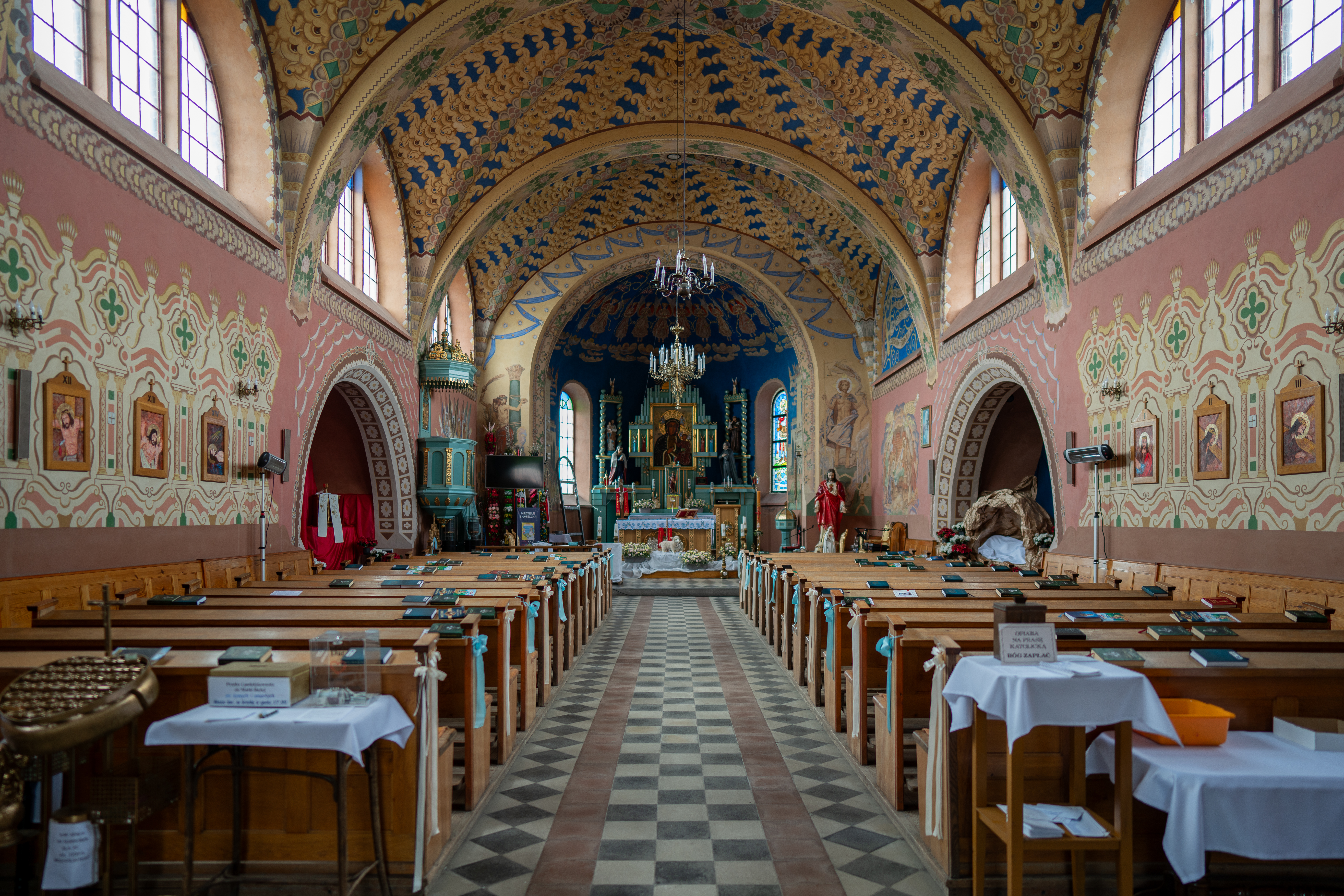
Wnętrze
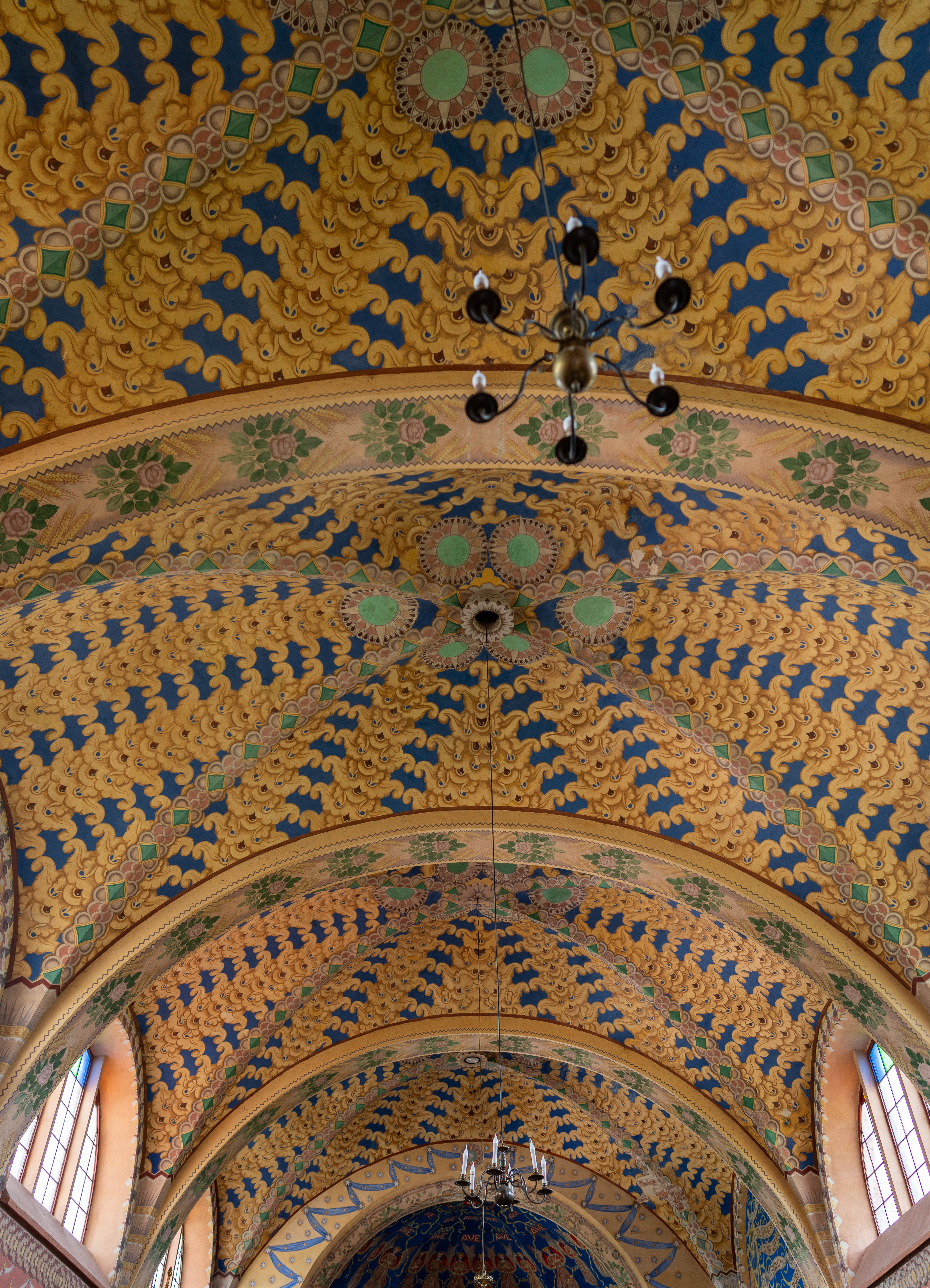
Sklepienie nawy
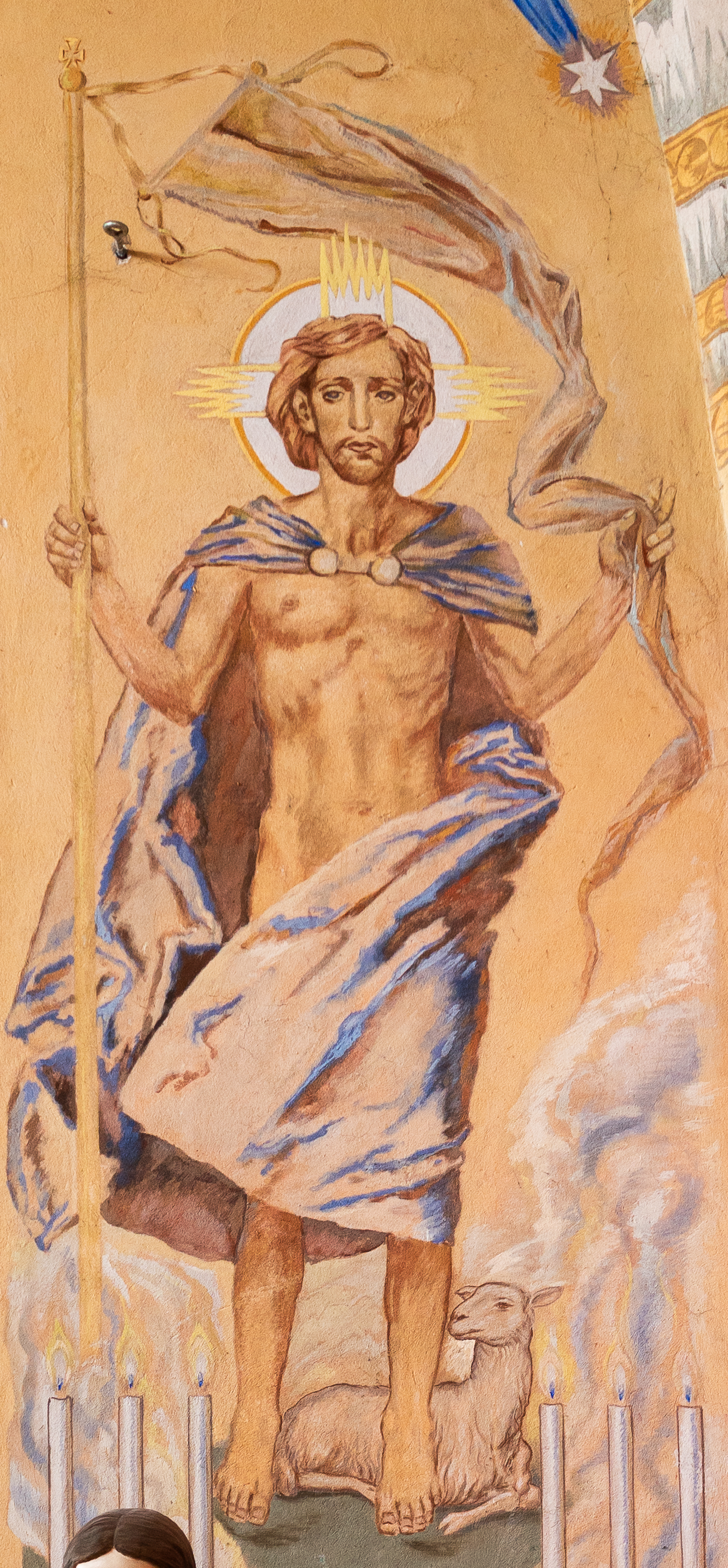
Jan Chrzciciel
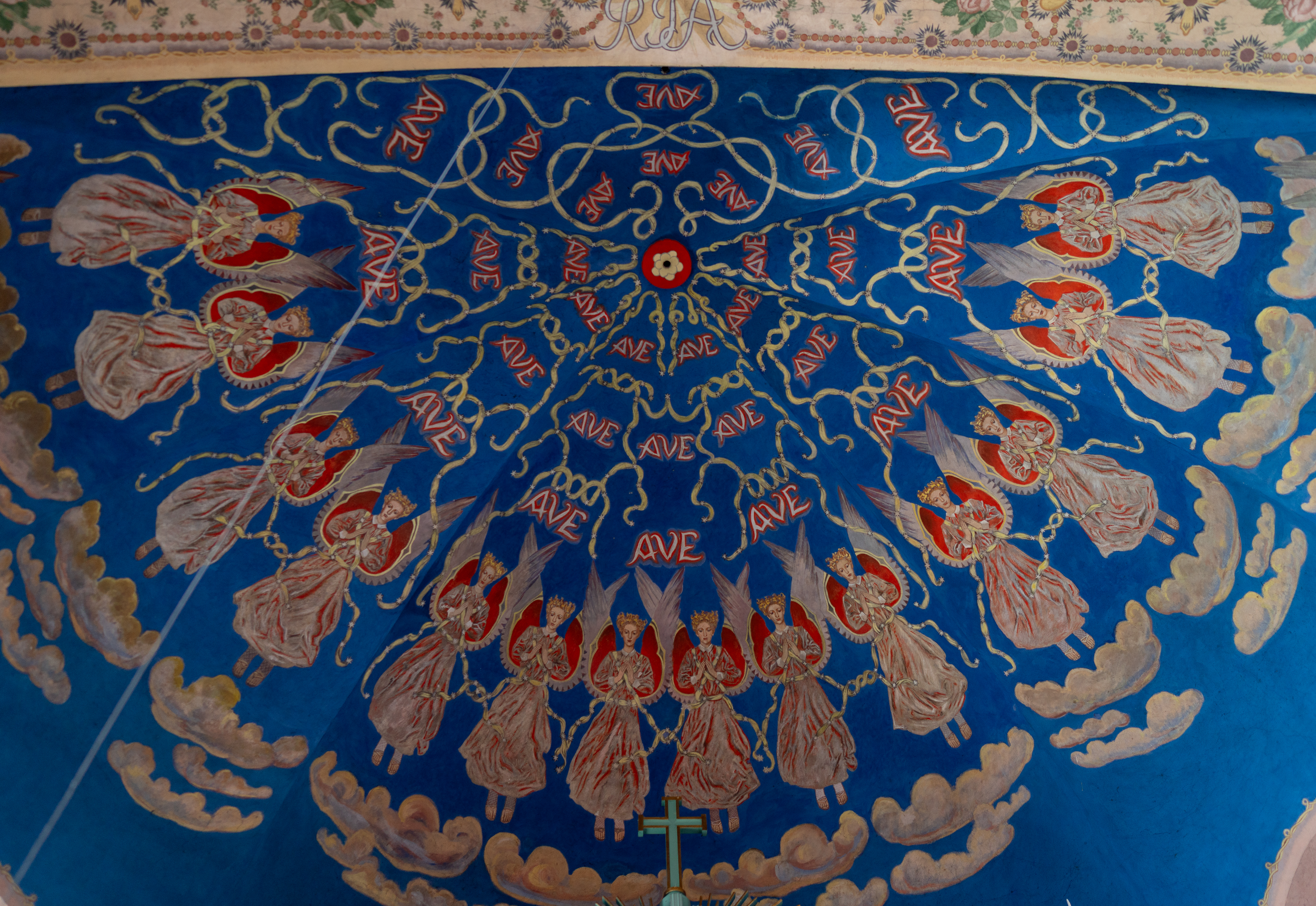
Sklepienie prezbiterium
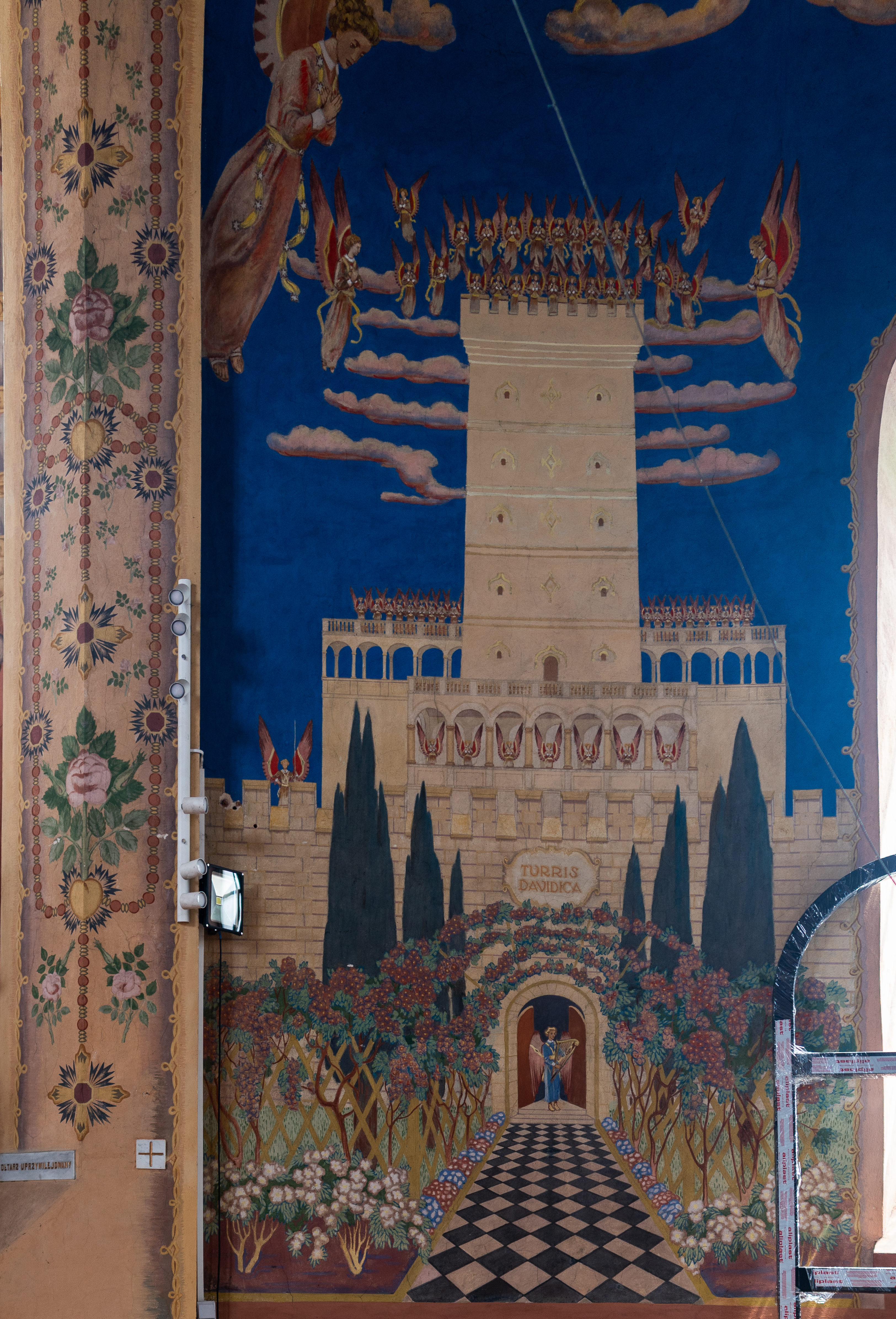
Wieża Dawidowa
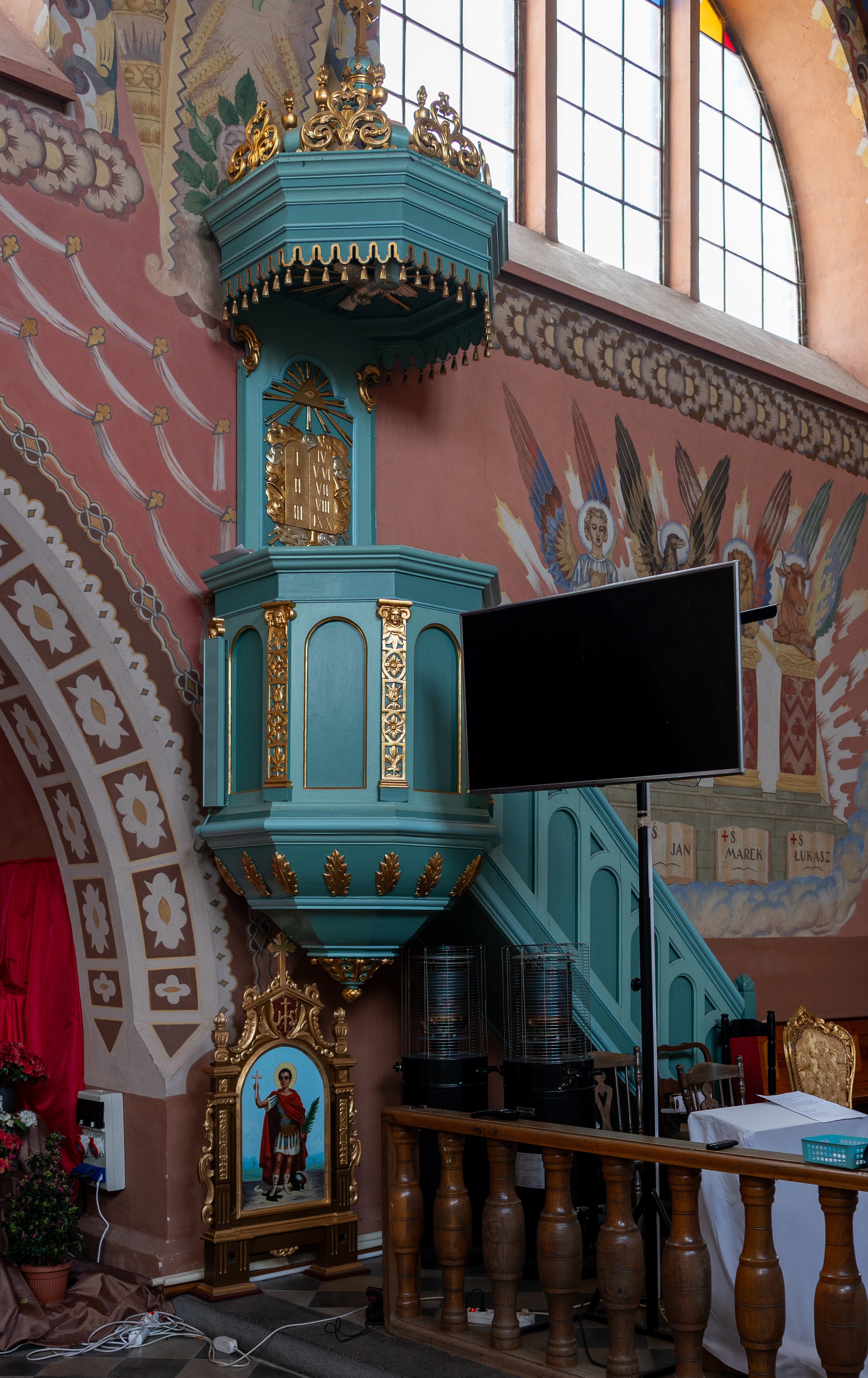
Ambona